# Torneo preolimpico CONMEBOL 2004
Il Torneo preolimpico CONMEBOL 2004 è stata la dodicesima e ultima edizione del torneo. A partire dal 2007 le squadre qualificate ai Giochi olimpici per la zona sudamericana sono determinate dal campionato sudamericano di calcio Under-20.

## Formula
La formula prevedeva due gironi eliminatorî, costituiti da due gironi all'italiana da cinque squadre ciascuno, e un girone finale atto a selezionare le due qualificate per il torneo di Atene 2004. Gli incontri si svolsero in quattro città: a Concepción si tennero quelli del gruppo A, a Coquimbo e La Serena quelli del gruppo B e a Valparaíso e Viña del Mar quelli del girone finale. Si assegnavano 3 punti per la vittoria, 1 per il pareggio e 0 per la sconfitta.

## Prima fase

### Gruppo A
| Pos. | Squadra   | P.ti | G | V | N | P | GF | GS | DR |
| ---- | --------- | ---- | - | - | - | - | -- | -- | -- |
| 1.   | Cile      | 10   | 4 | 3 | 1 | 0 | 10 | 3  | +7 |
| 2.   | Brasile   | 8    | 4 | 2 | 2 | 0 | 9  | 2  | +7 |
| 3.   | Paraguay  | 6    | 4 | 2 | 0 | 2 | 7  | 8  | -1 |
| 4.   | Uruguay   | 2    | 4 | 0 | 2 | 2 | 3  | 7  | -4 |
| 5.   | Venezuela | 1    | 4 | 0 | 1 | 3 | 2  | 11 | -9 |

#### Incontri
| Arbitro: | Martín |

|                                        |           |  |
| M. González 4’ Soto 33’ Villanueva 49’ | Marcatori |  |

| Arbitro: | Paneso |

|                                                       |           |  |
| Diego 46’ Dagoberto 58’ Robinho 73’ (rig.) Marcel 88’ | Marcatori |  |

| Arbitro: | Ramos |

|                                               |           |  |
| Valdivia 42’ Villanueva 55’ L.P. Figueroa 90’ | Marcatori |  |

| Arbitro: | Hidalgo |

|                                               |           |  |
| Diego 9’ (rig.) Robinho 50’ (rig.) Maicon 54’ | Marcatori |  |

| Arbitro: | Ortubé |

|                                         |           |               |
| J. González 10’ (rig.), 43’ Giménez 52’ | Marcatori | 25’ Maldonado |

| Arbitro: | Martín |

|             |           |             |
| Robinho 41’ | Marcatori | 36’ Vigneri |

| Arbitro: | Paneso |

|                                  |           |                          |
| Soto 64’ Beausejour 74’ Leal 83’ | Marcatori | 42’ Figueredo 70’ Torres |

| Arbitro: | Rivera |

|             |           |              |
| Olivera 60’ | Marcatori | 2’ Maldonado |

| Arbitro: | Hidalgo |

|            |           |                     |
| García 31’ | Marcatori | 9’ Díaz 84’ Bareiro |

| Arbitro: | Martín |

|                |           |          |
| Beausejour 63’ | Marcatori | 19’ Alex |

### Gruppo B
| Pos. | Squadra   | P.ti | G | V | N | P | GF | GS | DR |
| ---- | --------- | ---- | - | - | - | - | -- | -- | -- |
| 1.   | Argentina | 10   | 4 | 3 | 1 | 0 | 11 | 5  | +6 |
| 2.   | Ecuador   | 9    | 4 | 3 | 0 | 1 | 10 | 9  | +1 |
| 3.   | Colombia  | 6    | 4 | 2 | 0 | 2 | 7  | 6  | +1 |
| 4.   | Perù      | 4    | 3 | 1 | 1 | 2 | 6  | 9  | -3 |
| 5.   | Bolivia   | 0    | 3 | 0 | 0 | 4 | 5  | 10 | -5 |

#### Incontri
| Arbitro: | Oliveira |

|  |           |          |
|  | Marcatori | 14’ Mina |

| Coquimbo 8 gennaio 2004 | Argentina | 0 – 0 | Perù | Estadio Francisco Sánchez Rumoroso (7.000 spett.) |

| Arbitro: | Méndez |

|                              |           |              |
| Herrera 43’ (rig.), 55’, 87’ | Marcatori | 34’ Guerrero |

| Arbitro: | Solórzano |

|                           |           |          |
| Tévez 45’ L. González 50’ | Marcatori | 17’ Arce |

| Arbitro: | Amarilla |

|                                           |           |                               |
| Baldeón 9’, 16’ Salas 58’ (rig.) Mina 72’ | Marcatori | 47’ A. Rodríguez 82’ Guerrero |

| Arbitro: | Pozo |

|                         |           |  |
| Herrera 28’ Arzuaga 90’ | Marcatori |  |

| Arbitro: | Chandía |

|                               |           |                       |
| Guerrero 58’ Aguirre 65’, 68’ | Marcatori | 31’ Arce 74’ Castillo |

| Arbitro: | Oliveira |

|                                                              |           |                             |
| L. González 5’ Ferreyra 8’, 59’ L. Fernández 21’ Delgado 74’ | Marcatori | 2’ (rig.) Salas 49’ Perlaza |

| La Serena 16 gennaio 2004                                                              | Ecuador   | 3 – 2                  | Bolivia | Estadio La Portada (2.500 spett.) |
| \| \| \| \| \| Checa 29’ Salas 47’ Borja 74’ \| Marcatori \| 58’ Ortiz 70’ Castillo \| |           |                        |         |                                   |
|                                                                                        |           |                        |         |                                   |
| Checa 29’ Salas 47’ Borja 74’                                                          | Marcatori | 58’ Ortiz 70’ Castillo |         |                                   |

| Arbitro: | Amarilla |

|                                                                   |           |                              |
| Mosquera 11’ (aut.) L. González 30’ G. Rodríguez 38’ Ferreyra 68’ | Marcatori | 21’ A. Domínguez 72’ Herrera |

### Spareggi
Spareggi per l'accesso alla fase finale.
| Arbitro: | Méndez |

|                              |           |  |
| Alex 11’ Marcel 47’ Dudu 81’ | Marcatori |  |

| Arbitro: | Solórzano |

|   |                      |   |
| – | Tiri di rigore 2 – 4 | – |

Brasile e Paraguay qualificate.

## Fase finale

### Classifica
| Pos. | Squadra   | P.ti | G | V | N | P | GF | GS | DR |
| ---- | --------- | ---- | - | - | - | - | -- | -- | -- |
| 1.   | Argentina | 7    | 3 | 2 | 1 | 0 | 5  | 3  | +2 |
| 2.   | Paraguay  | 6    | 3 | 2 | 0 | 1 | 4  | 3  | +1 |
| 3.   | Brasile   | 3    | 3 | 1 | 0 | 2 | 3  | 3  | 0  |
| 4.   | Cile      | 1    | 3 | 0 | 1 | 2 | 4  | 7  | -3 |

### Incontri
| Arbitro: | Méndez |

|            |           |                           |
| Millar 63’ | Marcatori | 81’ Bareiro 83’ Figueredo |

| Arbitro: | Hidalgo |

|                  |           |  |
| G. Rodríguez 77’ | Marcatori |  |

| Arbitro: | Solórzano |

|                 |           |                              |
| M. González 30’ | Marcatori | 4’ Marcel 51’ Dudu 59’ Diego |

| Arbitro: | Ortubé |

|                      |           |               |
| L. Figueroa 76’, 79’ | Marcatori | 55’ Achucarro |

| Arbitro: | Méndez |

|            |           |  |
| Devaca 32’ | Marcatori |  |

| Arbitro: | Hidalgo |

|                            |           |                                   |
| Bascuñan 5’ Beausejour 61’ | Marcatori | L. Figueroa 4’ A.D. Domínguez 38’ |

## Classifica marcatori
| Gol |  |  | Giocatore        | Squadra   |
| --- |  |  | ---------------- | --------- |
| 5   |  |  | Sergio Herrera   | Colombia  |
| 3   |  |  | Jean Beausejour  | Cile      |
| 3   |  |  | Diego            | Brasile   |
| 3   |  |  | Osmar Ferreyra   | Argentina |
| 3   |  |  | Luciano Figueroa | Argentina |
| 3   |  |  | Lucho González   | Argentina |
| 3   |  |  | Paolo Guerrero   | Perù      |
| 3   |  |  | Marcel           | Brasile   |
| 3   |  |  | Robinho          | Brasile   |